# Stora Diomedeön

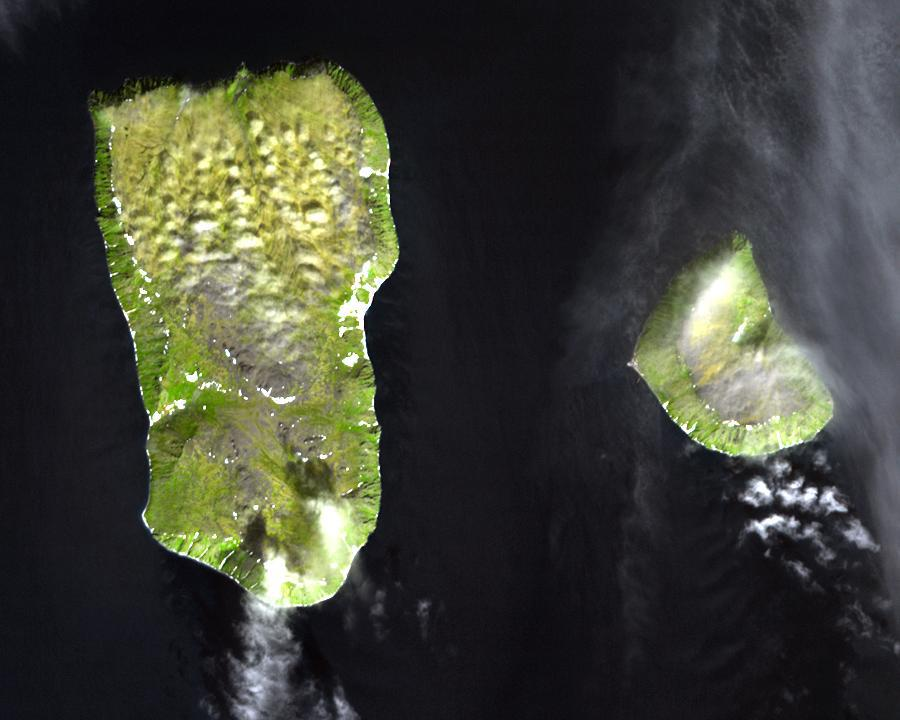
Satellitbild over öarna, Stora Diomedeön till vänster

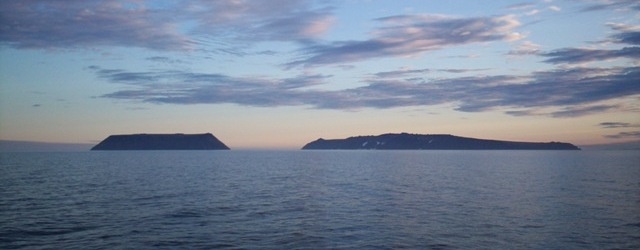
Stora Diomedeön till höger

Stora Diomedeön (ryska: остров Ратманова [Ostrov Ratmanova], tidigare även Ostrov Gvozdeva; inuktitut: Imaqliq) är en av de två Diomedeöarna i Norra ishavet och tillhör Ryssland. Diomedeöarna ligger bara cirka 4 kilometer från varandra men ligger på varsin sida av den internationella datumlinjen vilket innebär att tidsskillnaden mellan öarna uppgår till ett dygn, eller i praktiken 21 timmar på grund av lokala dragningar av tidszonerna.

## Geografi
Stora Diomedeön ligger mitt i Berings sund cirka 45 km sydväst om Kap Dezjnjov på Tjuktjerhalvön i Sibirien och utgör den västra delen i ögruppen och är Rysslands östligaste punkt.
Ön är av vulkaniskt ursprung och har en areal om cirka 29,1 km².
Den internationella datumlinjen löper ca 1,3 km öster om ön.
Befolkningen uppgår till ca 400 invånare av Ingalikmiutfolket.
Förvaltningsmässigt ingår ön i rajonet (distriktet) Tjukotka i det autonoma okruget Tjuktjien.

## Historia
Öarna har varit bebodda av inuiter sedan lång tid.
Ögruppen upptäcktes av den ryske upptäcktsresanden Semjon Dezjnjov 1648 men föll i glömska och återupptäcktes den 16 augusti 1728 av dansk-ryske Vitus Bering. Ögruppen döptes då till Diomedeöarna efter den ryske martyren Sankt Diomedes som firas detta datum.
År 1867 genomfördes Köpet av Alaska mellan Ryssland och USA och man lät gränsen då gå mellan öarna.
Efter andra världskriget skickades invånarna på Stora Diomedeön till fastlandet, eftersom de hade kontakt med amerikanerna. Numera har vissa inuiter återvänt, och de tillåts besöka de båda öarna, i och med en överenskommelse mellan Ryssland och USA, som ger inuiterna i regionen permanent visum att passera gränsen.
Den 7 augusti 1987, mitt under det kalla kriget, simmade amerikanskan Lynne Cox från Lilla Diomedeön till Stora Diomedeön som en fredsprotest.